# 托伯爾巴赫河 (維瑟巴赫河支流)
47°34′33″N 9°11′28″E / 47.575947°N 9.191176°E

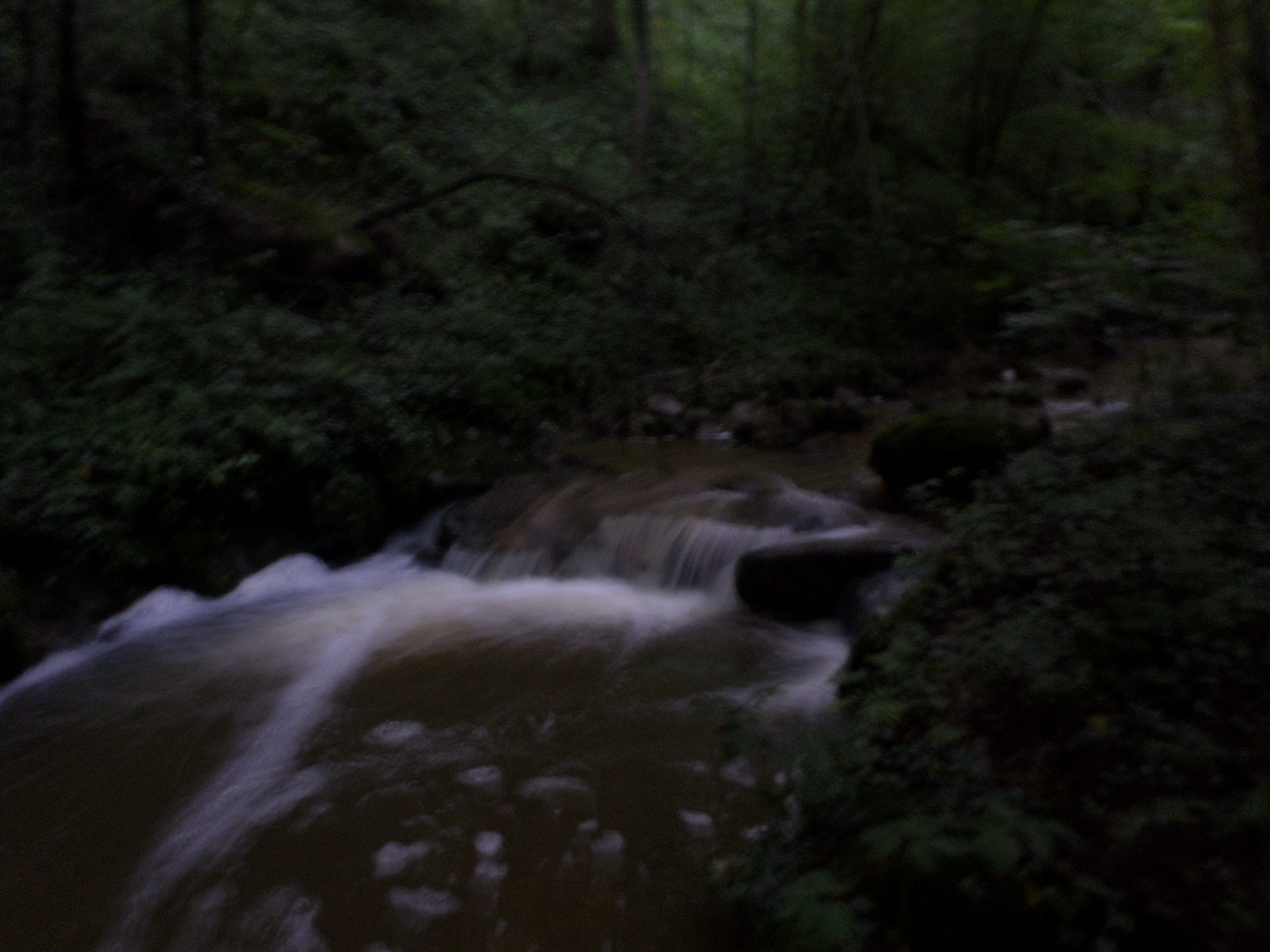

托伯爾巴赫河（德語：Tobelbach）是瑞士的河流，位於該國東北部，流經圖爾高州，屬於維瑟巴赫河的右支流，河道全長4.9公里，流域面積4.2平方公里，發源自貝格。